# 天主教卡拉廷加教区

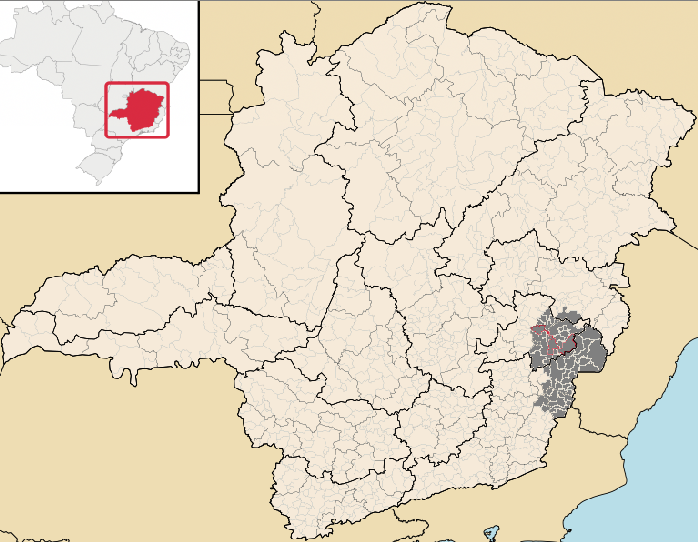
天主教卡拉廷加教区

Regional CNBB Leste 2.

天主教卡拉廷加教區（拉丁語：Dioecesis Caratingensis）是巴西一個羅馬天主教教區，屬馬里亞納總教區。
教區成立於1915年12月15日，位於米納斯吉拉斯州東南部。2006年有教友549,000人（佔轄區總人口84.2%）、四十六個堂區、七十名司鐸。現任教區主教為埃馬努埃爾·梅西亞斯·德奧利韋拉。